# Paganese Calcio 1926 2018-2019
Questa voce raccoglie le informazioni riguardanti la Paganese Calcio 1926 nelle competizioni ufficiali della stagione 2018-2019.

## Divise e sponsor
Lo sponsor tecnico per la stagione 2018-2019 è Givova.
| Casa | Trasferta | Terza divisa |

## Rosa
| N. |                   | Ruolo | Calciatore                  |
| -- | ----------------- | ----- | --------------------------- |
| 1  | Italia (bandiera) | P     | Riccardo Galli              |
| 2  | Italia (bandiera) | D     | Giovanni Della Corte        |
| 3  | Italia (bandiera) | D     | Salvatore Tazza             |
| 4  | Italia (bandiera) | C     | Federico Nacci              |
| 5  | Italia (bandiera) | C     | Giuseppe Sapone             |
| 6  | Italia (bandiera) | C     | Danilo Gaeta                |
| 7  | Italia (bandiera) | C     | Giuseppe Fornito            |
| 8  | Italia (bandiera) | C     | Gianluca Musacci            |
| 8  | Italia (bandiera) | C     | Gaetano Navas               |
| 9  | Italia (bandiera) | A     | Giovanni Cappiello          |
| 10 | Italia (bandiera) | A     | Francesco Scarpa (capitano) |
| 11 | Italia (bandiera) | A     | Raffaele Buonocore          |
| 11 | Italia (bandiera) | A     | Luca Di Renzo               |
| 12 | Italia (bandiera) | P     | Mario Cappa                 |
| 13 | Italia (bandiera) | D     | Andrea Punzi                |
| 14 | Italia (bandiera) | D     | Alessio Garofalo            |
| 14 | Italia (bandiera) | D     | Mariano Stendardo           |
| 15 | Italia (bandiera) | D     | Giulio Carotenuto           |

| N. |                    | Ruolo | Calciatore            |
| -- | ------------------ | ----- | --------------------- |
| 16 | Italia (bandiera)  | C     | Matteo Della Morte    |
| 17 | Senegal (bandiera) | D     | Ismaila Diop          |
| 18 | Italia (bandiera)  | D     | Luca Piana            |
| 19 | Italia (bandiera)  | A     | Giacomo Parigi        |
| 20 | Italia (bandiera)  | C     | Alessio Amadio        |
| 20 | Italia (bandiera)  | C     | Giorgio Capece        |
| 21 | Italia (bandiera)  | A     | Alessandro Gori       |
| 22 | Italia (bandiera)  | P     | Alessandro Santopadre |
| 23 | Italia (bandiera)  | A     | Thomas Alberti        |
| 24 | Italia (bandiera)  | D     | Piersilvio Acampora   |
| 25 | Italia (bandiera)  | A     | Christian Cesaretti   |
| 26 | Italia (bandiera)  | C     | Raffaele Verdicchio   |
| 26 | Italia (bandiera)  | D     | Matteo Gifford        |
| 27 | Italia (bandiera)  | A     | Sebastiano Longo      |
| 27 | Italia (bandiera)  | D     | Matteo Perri          |
| 28 | Italia (bandiera)  | D     | Marco Schiavino       |
| 29 | Italia (bandiera)  | D     | Alessandro Gargiulo   |
| 31 | Italia (bandiera)  | D     | Paolo Dellafiore      |

## Calciomercato

### Sessione estiva(dal 01/07 al 31/08)
| Acquisti | Acquisti              | Acquisti            | Acquisti      |
| R.       | Nome                  | da                  | Modalità      |
| -------- | --------------------- | ------------------- | ------------- |
| P        | Dario Anatrella       | Roma                | svincolato    |
| P        | Riccardo Galli        | Cremonese           | definitivo    |
| P        | Alessandro Santopadre | Atalanta            | prestito      |
| D        | Giulio Carotenuto     | Cavese              | fine prestito |
| D        | Ismaila Diop          | Ascoli              | prestito      |
| D        | Alessio Garofalo      | Cavese              | svincolato    |
| D        | Alessandro Gargiulo   | Aversa Normanna     | svincolato    |
| D        | Andrea Punzi          | Palermo             | definitivo    |
| D        | Marco Schiavino       | Acireale            | svincolato    |
| C        | Alessio Amadio        | Perugia             | prestito      |
| C        | Luigi Cimmino         | Avellino            | svincolato    |
| C        | Matteo Della Morte    | Pro Vercelli        | prestito      |
| C        | Giuseppe Fornito      | Catania             | prestito      |
| C        | Danilo Gaeta          | Salernitana         | prestito      |
| C        | Gianluca Musacci      | Viterbese Castrense | svincolato    |
| C        | Federico Nacci        | Pisa                | prestito      |
| C        | Giuseppe Sapone       | Juventus            | definitivo    |
| A        | Thomas Alberti        | Levico              | definitivo    |
| A        | Giovanni Cappiello    | Salernitana         | prestito      |
| A        | Riccardo Conte        | Potenza             | svincolato    |
| A        | Alessandro Gori       | Frosinone           | prestito      |
| A        | Luigi Liguori         | Napoli              | prestito      |
| A        | Sebastiano Longo      | Parma               | prestito      |
| A        | Giacomo Parigi        | Atalanta            | prestito      |

| Cessioni | Cessioni           | Cessioni     | Cessioni      |
| R.       | Nome               | a            | Modalità      |
| -------- | ------------------ | ------------ | ------------- |
| P        | Giovanni Boggian   | Carpi        | fine prestito |
| P        | Riccardo Galli     | Cremonese    | fine prestito |
| P        | Lys Gomis          | Teramo       | svincolato    |
| P        | Francesco Marone   | Portici      | prestito      |
| D        | Filippo Carini     | Imolese      | svincolato    |
| D        | Luigi Dinielli     | Foggia       | fine prestito |
| D        | Andrea Meroni      | Pisa         | fine prestito |
| D        | Edoardo Pavan      | Verona       | fine prestito |
| D        | Pierluigi Riccio   | Jesina       | prestito      |
| C        | Nicholas Bensaja   | Pescara      | fine prestito |
| C        | Mariano Bernardini | Genoa        | fine prestito |
| C        | Angelo Bonavolontà | Taranto      | prestito      |
| C        | Antonio Cardone    | Nocerina     | prestito      |
| C        | Antonio Grillo     | Pro Vercelli | svincolato    |
| C        | Simone Tascone     | Genoa        | fine prestito |
| A        | Iacopo Cernigoi    | Pisa         | fine prestito |
| A        | Riccardo Conte     |              | svincolato    |
| A        | Luigi Cuppone      | Pisa         | fine prestito |
| A        | Fabinho            |              | svincolato    |
| A        | Antonio Negro      | Napoli       | fine prestito |
| A        | Nicola Talamo      | Cremonese    | fine prestito |

### Operazioni tra le due sessioni
| Acquisti | Acquisti | Acquisti | Acquisti |
| R.       | Nome     | da       | Modalità |
| -------- | -------- | -------- | -------- |

| Cessioni | Cessioni         | Cessioni | Cessioni      |
| R.       | Nome             | a        | Modalità      |
| -------- | ---------------- | -------- | ------------- |
| C        | Alessio Amadio   | Perugia  | fine prestito |
| C        | Gianluca Musacci |          | svincolato    |

### Sessione invernale(dal 03/01 al 31/01)
| Acquisti | Acquisti          | Acquisti | Acquisti      |
| R.       | Nome              | da       | Modalità      |
| -------- | ----------------- | -------- | ------------- |
| P        | Francesco Marone  | Portici  | fine prestito |
| D        | Matteo Gifford    | Pescara  | prestito      |
| D        | Matteo Perri      | Ascoli   | prestito      |
| D        | Mariano Stendardo | Matera   | svincolato    |
| C        | Giorgio Capece    |          | svincolato    |
| C        | Gaetano Navas     | Verona   | prestito      |
| A        | Luca Di Renzo     | Teramo   | svincolato    |

| Cessioni | Cessioni            | Cessioni         | Cessioni      |
| R.       | Nome                | a                | Modalità      |
| -------- | ------------------- | ---------------- | ------------- |
| P        | Mario Cappa         | Audace Cerignola | prestito      |
| P        | Francesco Marone    | Portici          | definitivo    |
| D        | Luigi Cimmino       | Agropoli         | prestito      |
| D        | Alessio Garofalo    |                  | svincolato    |
| C        | Raffaele Verdicchio |                  | svincolato    |
| A        | Raffaele Buonocore  | Pomigliano       | prestito      |
| A        | Sebastiano Longo    | Parma            | fine prestito |

### Operazioni successive alla sessione invernale
| Acquisti | Acquisti         | Acquisti | Acquisti   |
| R.       | Nome             | da       | Modalità   |
| -------- | ---------------- | -------- | ---------- |
| D        | Paolo Dellafiore |          | svincolato |

| Cessioni | Cessioni | Cessioni | Cessioni |
| R.       | Nome     | a        | Modalità |
| -------- | -------- | -------- | -------- |

## Risultati

### Serie C

#### Girone di andata
| Arbitro: | Chindemi (Viterbo) |

|           |           |                                      |
| Tazza 32’ | Marcatori | 13’ Franco 20’ Awua 60’, 80’ Rossini |

| 22 settembre 2018 2ª giornata |  | – (turno di riposo) |  |  |

| Arbitro: | Donda (Cormons) |

|                                     |           |                   |
| Catania 11’ Vázquez 73’, 79’ (rig.) | Marcatori | 90+1’ Della Corte |

| Arbitro: | Meleleo (Casarano) |

|              |           |                                |
| Parigi 90+3’ | Marcatori | 42’ Mezavilla 44’, 71’ Canotto |

| Arbitro: | Lorenzin (Castelfranco Veneto) |

|               |           |           |
| Emerson 45+2’ | Marcatori | 54’ Piana |

| Arbitro: | Clerico (Torino) |

|  |           |                                                 |
|  | Marcatori | 14’ Giannone 53’ Riggio 67’ De Risio 70’ D'Ursi |

| Arbitro: | Gualtieri (Asti) |

|                                         |           |  |
| Piana 5’ (aut.) Montinaro 76’ Magni 77’ | Marcatori |  |

| Arbitro: | Marcenaro (Genova) |

|                       |           |                                        |
| Parigi 38’ Scarpa 53’ | Marcatori | 1’, 12’ Marotta 4’, 82’ (rig.) Curiale |

| Arbitro: | Miele (Torino) |

|                               |           |                     |
| Onescu 10’ De Sena 74’ (rig.) | Marcatori | 6’ Parigi 28’ Tazza |

| Arbitro: | Zingarelli (Siena) |

|  |           |         |
|  | Marcatori | 1’ Ripa |

| Arbitro: | Saia (Palermo) |

|            |           |  |
| Conson 78’ | Marcatori |  |

| Arbitro: | Pashuku (Albano Laziale) |

|                       |           |                              |
| Parigi 24’ Scarpa 48’ | Marcatori | 39’ Bettini 88’ (aut.) Piana |

| Arbitro: | Annaloro (Collegno) |

|                                                            |           |               |
| D'Angelo 24’ Alfageme 30’ De Marco 55’ Castaldo 81’ (rig.) | Marcatori | 57’ Cappiello |

| Arbitro: | Monaldi (Macerata) |

|            |           |          |
| Scarpa 69’ | Marcatori | 9’ Bubas |

| Arbitro: | Gariglio (Pinerolo) |

|                                       |           |                      |
| Maistro 15’ Diarra 20’ Gondo 35’, 45’ | Marcatori | 11’ (rig.) Cesaretti |

| Arbitro: | Pirrotta (Barcellona Pozzo di Gotto) |

|                         |           |                          |
| Cesaretti 26’ Piana 60’ | Marcatori | 2’ Risaliti 17’ Triarico |

| Arbitro: | Fiero (Pistoia) |

|           |           |  |
| Sarao 73’ | Marcatori |  |

| Arbitro: | Longo (Paola) |

|               |           |                                |
| Cesaretti 63’ | Marcatori | 47’ Aloi 51’ Dambros 75’ Nzola |

| Arbitro: | Pasciuta (Ravenna) |

|                          |           |               |
| Saraniti 55’ Ngissah 76’ | Marcatori | 65’ Cesaretti |

#### Girone di ritorno
| Arbitro: | Luciani (Roma 1) |

|              |           |                         |
| Vivacqua 24’ | Marcatori | 39’ Cappiello 51’ Gaeta |

| 20 gennaio 2019 21ª giornata |  | – (turno di riposo) |  |  |

| Arbitro: | Repace (Perugia) |

|           |           |              |
| Piana 21’ | Marcatori | 13’ Tiscione |

| Arbitro: | Carella (Bari) |

|          |           |  |
| Calò 29’ | Marcatori |  |

| Arbitro: | Moriconi (Roma 2) |

|                              |           |                                      |
| Cesaretti 9’, 18’ Scarpa 13’ | Marcatori | 1’ França 52’ Longo 68’, 71’ Lescano |

| Arbitro: | Gualtieri (Asti) |

|                                        |           |              |
| Giannone 2’ Mawuli 27’ D'Ursi 65’, 67’ | Marcatori | 30’ Acampora |

| Arbitro: | Marini (Trieste) |

|             |           |                                     |
| Perri 90+1’ | Marcatori | 18’ Mangni 26’ Gerardi 68’ Paolucci |

| Arbitro: | Curti (Milano) |

|                       |           |           |
| Biagianti 8’ Lodi 58’ | Marcatori | 7’ Capece |

| Pagani 24 febbraio 2019, ore 20:30 CET 28ª giornata | Paganese         | 0 – 0 referto | Bisceglie | Stadio Marcello Torre (300 spett.)\| Arbitro: \| Luciani (Roma 1) \| |
| Arbitro:                                            | Luciani (Roma 1) |               |           |                                                                      |

| Arbitro: | Cosso (Reggio Calabria) |

|              |           |             |
| Dubickas 22’ | Marcatori | 7’ Di Renzo |

| Pagani 10 marzo 2019, ore 14:30 CET 30ª giornata | Paganese                  | 0 – 0 referto | Reggina | Stadio Marcello Torre (300 spett.)\| Arbitro: \| De Angeli (Abbiategrasso) \| |
| Arbitro:                                         | De Angeli (Abbiategrasso) |               |         |                                                                               |

| Arbitro: | Repace (Perugia) |

|                                   |           |  |
| Fella 5’, 45+1’ Magrassi 58’, 64’ | Marcatori |  |

| Arbitro: | Arace (Lugo) |

|                            |           |                                |
| Cesaretti 26’ Parigi 45+1’ | Marcatori | 12’ Romano 42’ (rig.) Castaldo |

| Vibo Valentia 31 marzo 2019, ore 14:30 CEST 33ª giornata | Vibonese        | 0 – 0 referto | Paganese | Stadio Luigi Razza (1 000 spett.)\| Arbitro: \| Fontani (Siena) \| |
| Arbitro:                                                 | Fontani (Siena) |               |          |                                                                    |

| Arbitro: | Clerico (Torino) |

|  |           |                     |
|  | Marcatori | 79’ (rig.) Cernigoi |

| Matera 14 aprile 2019 35ª giornata | Matera | 0 – 3 (a tavolino) | Paganese | Stadio XXI Settembre-Franco Salerno |

| Arbitro: | Saia (Palermo) |

|                             |           |               |
| Cesaretti 29’ Alberti 90+3’ | Marcatori | 15’ Partipilo |

| Arbitro: | Tremolada (Monza) |

|                              |           |            |
| Scognamillo 41’ Fedato 90+1’ | Marcatori | 60’ Scarpa |

| Arbitro: | Ricci (Firenze) |

|            |           |  |
| Parigi 60’ | Marcatori |  |

#### Play-out
| Arbitro: | Nicoletti (Catanzaro) |

|                     |           |                     |
| Piana 1’ Scarpa 44’ | Marcatori | 28’ (rig.) Scalzone |

| Arbitro: | Sozza (Seregno) |

|                                                                 |           |                                |
| Starita 2’ Stendardo 14’ (aut.) Triarico 20’ (rig.) Parlati 38’ | Marcatori | 10’, 68’ Cesaretti 73’ Alberti |

### Coppa Italia Serie C

#### Fase a gironi
| Squadra   | P.ti | G | V | N | P | GF | GS | DR |
| --------- | ---- | - | - | - | - | -- | -- | -- |
| Catanzaro | 6    | 2 | 2 | 0 | 0 | 7  | 3  | +4 |
| Cavese    | 3    | 2 | 1 | 0 | 1 | 3  | 5  | -2 |
| Paganese  | 0    | 2 | 0 | 0 | 2 | 1  | 3  | -2 |

| Arbitro: | Luciani (Roma 1) |

|                      |           |                             |
| Cesaretti 10’ (rig.) | Marcatori | 6’ Fischnaller 55’ Celiento |

| Arbitro: | Natilla (Molfetta) |

|           |           |  |
| Agate 35’ | Marcatori |  |

## Statistiche

### Statistiche di squadra
| Competizione         | Punti | In casa | In casa | In casa | In casa | In casa | In casa | In trasferta | In trasferta | In trasferta | In trasferta | In trasferta | In trasferta | Totale | Totale | Totale | Totale | Totale | Totale | D.R. |
| Competizione         | Punti | G       | V       | N       | P       | GF      | GS      | G            | V            | N            | P            | GF           | GS           | G      | V      | N      | P      | GF     | GS     | D.R. |
| -------------------- | ----- | ------- | ------- | ------- | ------- | ------- | ------- | ------------ | ------------ | ------------ | ------------ | ------------ | ------------ | ------ | ------ | ------ | ------ | ------ | ------ | ---- |
| Serie C              | 23    | 18      | 2       | 7       | 9       | 20      | 36      | 18           | 2            | 4            | 12           | 16           | 36           | 36     | 4      | 11     | 21     | 36     | 72     | -36  |
| Coppa Italia Serie C | -     | 1       | 0       | 0       | 1       | 1       | 2       | 1            | 0            | 0            | 1            | 0            | 1            | 2      | 0      | 0      | 2      | 1      | 3      | -2   |
| Totale               | 23    | 19      | 2       | 7       | 10      | 21      | 38      | 19           | 2            | 4            | 13           | 16           | 37           | 38     | 4      | 11     | 23     | 37     | 75     | -38  |

### Andamento in campionato
| Giornata  | 1  | 2  | 3  | 4  | 5  | 6  | 7  | 8  | 9  | 10 | 11 | 12 | 13 | 14 | 15 | 16 | 17 | 18 | 19 | 20 | 21 | 22 | 23 | 24 | 25 | 26 | 27 | 28 | 29 | 30 | 31 | 32 | 33 | 34 | 35 | 36 | 37 | 38 |
| --------- | -- | -- | -- | -- | -- | -- | -- | -- | -- | -- | -- | -- | -- | -- | -- | -- | -- | -- | -- | -- | -- | -- | -- | -- | -- | -- | -- | -- | -- | -- | -- | -- | -- | -- | -- | -- | -- | -- |
| Luogo     | C  | –  | T  | C  | T  | C  | T  | C  | T  | C  | T  | C  | T  | C  | T  | C  | T  | C  | T  | T  | –  | C  | T  | C  | T  | C  | T  | C  | T  | C  | T  | C  | T  | C  | T  | C  | T  | C  |
| Risultato | P  | –  | P  | P  | N  | P  | P  | P  | N  | P  | P  | N  | P  | N  | P  | N  | P  | P  | P  | V  | –  | N  | P  | P  | P  | P  | P  | N  | N  | N  | P  | N  | N  | P  | V  | V  | P  | V  |
| Posizione | 17 | 18 | 19 | 19 | 18 | 18 | 18 | 18 | 17 | 17 | 17 | 17 | 18 | 18 | 19 | 19 | 19 | 19 | 19 | 19 | 19 | 19 | 18 | 18 | 18 | 18 | 18 | 18 | 18 | 18 | 18 | 18 | 18 | 18 | 18 | 18 | 18 | 18 |

Legenda:

Luogo: C = Casa; T = Trasferta. Risultato: V = Vittoria; N = Pareggio; P = Sconfitta.